# Algermissen
Algermissen là một đô thị ở huyện Hildesheim trong bang Niedersachsen, Đức. Đô thị Algermissen có diện tích 35,62 km², dân số thời điểm ngày 31 tháng 12 năm 2006 là 8293 người. Đô thị này có cự ly khoảng 12 km về phía bắc của Hildesheim, và 20 km về phía đông nam của Hanover.